# Tanja Potočnik
Tanja Potočnik, slovenska dramska igralka in plesalka, 1. maj 1977, Ljubljana.  

## Življenjepis
Ljubezen do igralskega poklica je gojila že od malega, kot ljubiteljska igralka je bila nagrajena celo s Severjevo nagrado. Leta 1997 se je vpisala na študij dramske igre na AGRFT, kjer je diplomirala pri profesorjih Jožici Avbelj in Dušanu Mlakarju. Vseskozi se je aktivno ukvarjala z raziskovanjem orientalskih in sodobnih plesov. Je ena od ustanoviteljic Kulturno umetniškega orientalskega društva Bayani. Leta 2014 je predstavila avtorsko sodobno-plesno predstavo Odtisi. 
Je članica igralskega ansambla Slovenskega ljudskega gledališča Celje. 

## Televizijske vloge
- Skrito v raju (2024, POP TV) - vloga Jane Dolenc